# National September 11 Memorial & Museum
Het National September 11 Memorial & Museum (Reflecting Absence) is een monument en museum voor de slachtoffers van de terroristische aanslagen op 11 september 2001 in de Amerikaanse stad New York. Het is ontworpen door Michael Arad en werd gebouwd op de plaats waar voorheen de Twin Towers stonden, naast de in november 2014 geopende wolkenkrabber One World Trade Center (voorheen bekend als de Freedom Tower). Het monument werd op 11 september 2011 geopend voor de familieleden van de slachtoffers van 11 september 2001.

## Motto
Op een wand in de Memorial Hall van het museum prijkt ter nagedachtenis van de slachtoffers van de aanslag op 11 september 2001 een tekst van de Romeinse dichter Vergilius met de Engelse tekst:

No day shall erase you from the memory of time

Virgil(Vertaling van: Nulla dies umquam memori vos eximet aevo, Vergilius, Aeneis, IX, 447)

## Ontwerp
Twee laaggelegen waterbakken markeren precies de plaatsen waar vroeger de torens stonden, de North Tower en de South Tower. Het wateroppervlak wordt onderbroken door leegten. De bakken worden constant gevuld met water dat langs de muren naar beneden stroomt. De bakken worden omsloten door enkele bouwwerken. Hierdoor kunnen bezoekers het monument betreden. Zij dalen af via een serene, donkere gang naar een ruimte waar zij achter de watervallen staan en zo de bakken kunnen bekijken. Langs het monument is een koperen reling gebouwd met hierop de lijst met de namen van alle slachtoffers.
Het ontwerp van Arad was een van de 5000 ingestuurde ontwerpen. Het werd door een jury geselecteerd uit acht andere finalisten. Deze jury roemde vooral de eerbiedwaardigheid en sereniteit van het ontwerp. De onervaren Arad heeft hulp gehad van Peter Walker, een gerenommeerde landschapsarchitect. Arad omschreef zijn ontwerp zelf als "harmonieus" en met "gevoelens van verlies en afwezigheid".

## Kritiek
Familieleden van de slachtoffers, die de jury ervan beschuldigden hen niet te willen horen, zeiden dat het monument niet de horror van de ramp over weet te dragen. Ook zou het ontwerp te minimalistisch zijn voor een ramp van deze omvang.